# Tre Fontane

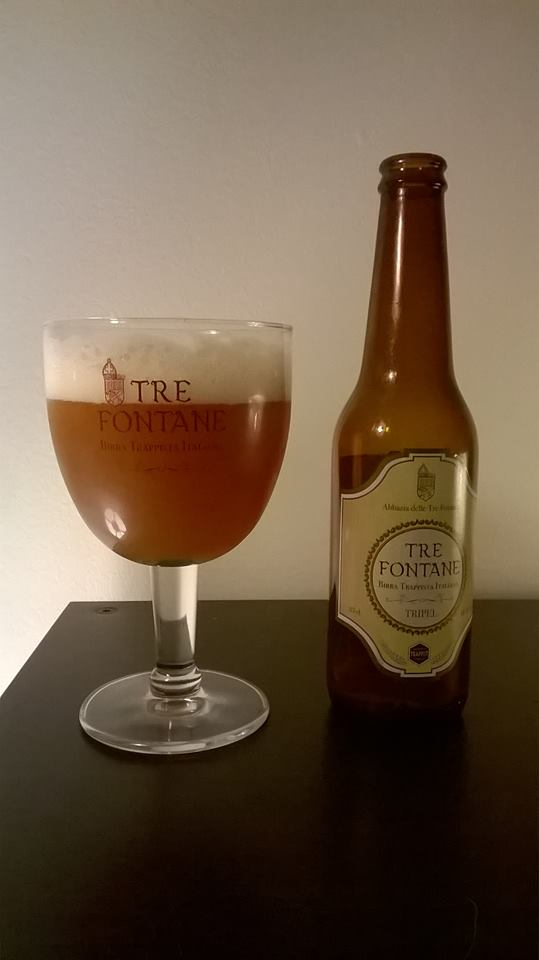
La cerveza trapista Tre Fontane con su cálice.

Tre Fontane es una cerveza trapense elaborada en la Abadía de Tre Fontane, en Italia.
Al igual que sus hermanas trapenses, Tre Fontane (8,5 % vol. alc.) es una cerveza de alta fermentación, elaborada de acuerdo a la receta de la comunidad de los monjes de Tre Fontane.  De color dorado,  está aromatizada con eucalipto, que le da una cierta dulzura «equilibrada por la considerable amargura que proporciona el lúpulo». La producción estará limitada a 1000 hectolitros por año. Se comercializa en dos formatos: 33 y 75 cl.